# Museo della ceramica (Calitri)
Il Museo della ceramica di Calitri venne istituito il 29 settembre 2008 e trova sede negli ambienti restaurati del Borgo Castello.
L'esposizione, insediata nei comparti edilizi dell'intera zona compresa fra via Castello via Madonna delle Grazie e le Ripe, comprende sezioni storiche e spazi per la didattica mirati a documentare la variegata produzione di ceramiche di Calitri e dell'Alta Valle dell'Ofanto dall'età antica in poi. È un lungo percorso che dalla Fossakultur di Oliveto-Cairano all'età romana, dalla mezza maiolica medievale tra Santa Maria in Elce e San Zaccaria arriva alle maioliche rinascimentali, e approda, infine, all'epoca moderna e all'arte contemporanea. Una specifica sezione del museo è dedicata alla produzione artigianale storica delle terrecotte impiegate nell'edilizia, a quella delle ceramiche industriali che hanno ormai perso uso comune per l'evoluzione della tecnologia dei materiali, ai tanti oggetti ed exhibits che hanno caratterizzato la cultura materiale tradizionale del posto. La collezione è tuttora in costante evoluzione e trasformazione. Essa comprende, in primo luogo, manufatti e reperti rinvenuti durante i complessi interventi di recupero e le correlate campagne di scavo curati dalla soprintendenza; una consistente parte dei materiali esposti proviene, inoltre, da donazioni e prestiti effettuati da parte di associazioni culturali e di volontariato e di privati cittadini.